# Адаптований процес
У теорії випадкових процесів адаптований процес — це процес який не може передбачати майбутнє і визначений своєю минулою інформацією. Грубо кажучи X адаптований, якщо для будь-якої реалізації і довільного n, значення Xn відоме в час n. Поняття адаптованого процесу дуже важливе в теорії випадкових процесів, зокрема для визначення інтеграла Іто. Так інтеграл Іто визначений тільки для тих процесів інтеграндів які є адаптованими

## Означення
Нехай
- {\displaystyle (\Omega ,{\mathcal {F}},\mathbb {P} )} — імовірнісний простір;
- {\displaystyle \displaystyle I} множина індексів з заданим на ній відношенням порядку {\displaystyle \displaystyle \leq } (часто, {\displaystyle \displaystyle I} це одна з множин {\displaystyle \displaystyle N,N_{0},[0,T]} чи {\displaystyle [0,+\infty )});
- {\displaystyle F_{\bullet }=({\mathcal {F}}_{i})_{i\in I}} — фільтрація задана на сигма-алгебрі {\displaystyle {\mathcal {F}}};
- {\displaystyle \displaystyle (S,\Sigma )} — вимірний простір,  множина станів;
- {\displaystyle \displaystyle X:I\times \Omega \to S} — стохастичний процес.

Тоді процес {\displaystyle \displaystyle X} називається адаптованим до (по відношенню до) фільтрації {\displaystyle ({\mathcal {F}}_{i})_{i\in I}}, якщо випадкова величина {\displaystyle \displaystyle X_{i}:\Omega \to S} є {\displaystyle \displaystyle (F_{i},\Sigma )} - вимірна функція для всіх {\displaystyle \displaystyle i\in I}.